# ФК Беране
ФК Беране, црногорски је фудбалски клуб из Берана, који се тренутно такмичи у Другој лиги Црне Горе. Једном је освојио Другу лигу, у сезони 2008/09. што је уједно и највећи успјех клуба, док је два пута освојио регију Сјевер у оквиру Треће лиге.

## Историја
Клуб је основан 1920. године.
Такмичио се у Првој лиги Црне Горе приликом њеног оснивања 2006. из које је испао у сезони 2006/07. у Другу лигу Црне Горе. У прву лигу се вратио после сезоне 2008/09. али је већ у сезони 2009/10. поново испао у другу лигу. У сезони 2011/12. поново је играо у Првој лиги Црне Горе, али је сезону завршио на једанаестом месту и тако испао поново у Другу лигу.
Клуб је током своје историје мењао имена, звао се Ика, Раднички и Иванград прије него што је добио данашње име.

## Стадион
Утакмице игра на Градском стадиону у Беранама. Стадион има атлетску стазу и капацитет од 11.000 гледалаца. По капацитету је други стадион у Црној Гори, али нема лиценцу за одигравање европских утакмица.

## Резултати у такмичењима у Црној Гори
| Сезона   | Ранг | Лига                | Бр.екипа | Позиција   | Куп             |
| -------- | ---- | ------------------- | -------- | ---------- | --------------- |
| 2006/07. | 1    | Прва лига           | 12       | 12. мјесто | Осмина финала   |
| 2007/08. | 2    | Друга лига          | 12       | 4. мјесто  | Полуфинале      |
| 2008/09. | 2    | Друга лига          | 12       | 1. мјесто  | Прво коло       |
| 2009/10. | 1    | Прва лига           | 12       | 11. мјесто | Прво коло       |
| 2010/11. | 2    | Друга лига          | 12       | 3. мјесто  | Прво коло       |
| 2011/12. | 1    | Прва лига           | 12       | 11. мјесто | Прво коло       |
| 2012/13. | 2    | Друга лига          | 12       | 7. мјесто  | Осмина финала   |
| 2013/14. | 2    | Друга лига          | 12       | 2. мјесто  | Прво коло       |
| 2014/15. | 1    | Прва лига           | 12       | 12. мјесто | Осмина финала   |
| 2015/16. | 2    | Друга лига          | 12       | 4. мјесто  | Прво коло       |
| 2016/17. | 2    | Друга лига          | 12       | 6. мјесто  | Осмина финала   |
| 2017/18. | 2    | Друга лига          | 12       | 6. мјесто  | Осмина финала   |
| 2018/19. | 2    | Друга лига          | 10       | 10. мјесто | Прво коло       |
| 2019/20. | 3    | Трећа лига — Сјевер | 8        | 1. мјесто  | Није учествовао |
| 2020/21. | 2    | Друга лига          | 10       | 7. мјесто  | Није учествовао |
| 2021/22. | 2    | Друга лига          | 10       | 7. мјесто  | Није учествовао |
| 2022/23. | 2    | Друга лига          | 10       | 3. место   | Није учествовао |
| 2023/24. | 2    | Друга лига          | 10       | 10. мјесто | Осмина финала   |
| 2024/25. | 3    | Трећа лига — Сјевер | 9        | 1. мјесто  | Није учествовао |